# Danske Bank
Danske Bank est une des principales banques danoises. Danske Bank détient après l'acquisition  en 2001 de BG Bank, près de 50 % du marché bancaire danois. Depuis le milieu des années 1990, la banque a opéré une expansion en dehors du pays, en Norvège, Suède, Finlande, Estonie, Lettonie, Lituanie, Irlande, Australie.

## Histoire
Le Groupe a été créé à partir de plusieurs fusions, la première en 1990, entre les rivaux Handelsbanken (à ne pas confondre avec la banque suédoise Handelsbanken) et Provinsbanken. 
Suivi par l'acquisition de Danica en 1995 (rebaptisé Danica Pension) et une fusion avec la BG Bank et Realkredit Danmark en 2001. 
En 2005, Danske Bank acquiert la Northern Bank en Irlande du Nord, la National Irish Bank en république d'Irlande et de la National Australia Bank. 
En 2006, Danske Bank achète les activités bancaires de l'assureur finlandais Groupe Sampo, qui comprend des banques de détail en Finlande, la Lettonie, la Lituanie et l'Estonie.

## Controverses
Près de 2,5 milliards d'euros auraient été dépensés entre 2012 et 2014 par le régime azerbaïdjanais avec l'aide de la Danske Bank pour corrompre des membres du Conseil de l'Europe afin de faire taire les critiques sur la répression politique qu'il conduit dans le pays.
En 2018, la succursale estonienne de Danske Bank est accusée d'avoir permis à des ressortissants moldaves, russes et azerbaïdjanais de blanchir de l'argent sale pour un montant d'abord estimé à 8 milliards de dollars, puis réévalué à 200 milliards d'euros,. À la suite de cette affaire, le patron de la Danske Bank démissionne en septembre 2018.
En janvier 2019, la banque danoise reçoit une lettre du tribunal de grande instance de Paris car le juge Van Ruymbeke veut interroger l'établissement sur des transactions d'un montant de 28 millions d'euros effectuées entre 2007 et 2014. La presse révèle en avril 2019 la dissimulation par l’autorité bancaire européenne d'un rapport sensible de la Breach of Union Law, qui avait été chargée de l’enquête, pour préserver les intérêts de la Danske Bank.
En 2021, la banque est confrontée à une plainte de la part de proches de soldats morts en Afghanistan qui l'accusent d'avoir indirectement financé Al Qaïda et les talibans.

## Exposition géographique
| Danske Bank - Agences: 592 - Employés: 14,000 - Clients: ? - Place sur le Marché : 1 - Part de Marché : 50,1 % National Irish Bank, renommé en Danske Bank le 15 novembre 2012 - Agences: 59 - Employés: 720 - Clients:167,000 - Place sur le Marché : 5 - Part de Marché : 4 % Northern Bank, renommé en Danske Bank le 15 novembre 2012 - Agences: 95 - Employés: 1845 - Clients: 415.000 - Place sur le Marché : 1-2 (en Irlande du Nord) - Part de Marché : 20 % (en Irlande du Nord) | Fokus Bank, renommé en Danske Bank le 15 novembre 2012 - Agences: 55 - Employés: 1100 - Clients: 225,000 - Place sur le Marché : 4 - Part de Marché : 8 % Östgöta Enskilda Bank, renommé en Danske Bank le 15 novembre 2012 - Agences: 58 - Employés: 1200 - Clients: ? - Place sur le Marché : 5 - Part de Marché : 7 % Sampo Bank, renommé en Danske Bank le 15 novembre 2012 - Agences: 125 - Employés: 3475 - Clients: 1.2 mio - Place sur le Marché : 2 - Part de Marché : 20 % | Sampo Bank, renommé en Danske Bank le 15 novembre 2012 - Agences: 17 - Employés: 593 - Clients: 141,000 - Place sur le Marché : 3 - Part de Marché : 9 % Danske Banka - Agences: 4 - Employés: 120 - Clients: 5,600 - Place sur le Marché: 14 - Part de Marché: N/A Danske Bankas - Agences: 17 - Employés: 433 - Clients: 85,560 - Place sur le Marché : 4 - Part de Marché : 7,1 % |

## Activité de lobbying auprès des institutions de l'Union européenne
Danske Bank est inscrit depuis 2010 au registre de transparence des représentants d'intérêts auprès de la Commission européenne, et déclare en 2019 pour cette activité des dépenses annuelles d'un montant compris entre 300 000 et 400 000 euros.
Danske Bank missionne également pour l'année 2019 le cabinet de lobbying Fleishmann-Hillard pour un montant compris entre 50 000 et 100 000 euros.